# Herbert Schweiger
Herbert Schweiger (* 22. Februar 1924 in Spital am Semmering, Steiermark; † 5. Juli 2011 in Neuberg an der Mürz, Steiermark) war einer der bekanntesten rechtsextremen Publizisten aus Österreich. Das Dokumentationsarchiv des österreichischen Widerstandes bezeichnete ihn als „graue Eminenz der deutsch-österreichischen Neonazi-Szene“.

## Leben
Herbert Schweiger entstammt einem deutschnationalen Elternhaus und wurde bereits als Jugendlicher im Deutschen Turnverein und der Hitlerjugend aktiv. Als 17-jähriger Mittelschüler trat er freiwillig zum 31. Mai 1941 der Waffen-SS bei (SS-Nummer 408.135). Im Juli 1941 wurde der ausgebildete Pionier in die Leibstandarte SS Adolf Hitler aufgenommen und in der Sowjetunion eingesetzt. Nach mehreren Verwundungen und Lehrgängen, unter anderem in der SS-Junkerschule Braunschweig, wurde er zum 1. Oktober 1944 zum SS-Untersturmführer ernannt. Mit dem Kriegsende geriet er in US-amerikanische Kriegsgefangenschaft.

### Laufbahn nach 1945
Nach seiner Entlassung aus der Kriegsgefangenschaft wurde er zunächst in der „Heimkehrer Hilfs- und Betreuungsstelle“ (HHB) aktiv. 1953 wurde er Landesobmann des Verbandes der Unabhängigen (VdU) in der Steiermark. 1956 trat er als Spitzenkandidat der VdU-Nachfolgepartei Freiheitliche Partei Österreichs (FPÖ) in Graz an. Darüber hinaus ist Schweiger Gründer der Landesorganisation Steiermark der Nationaldemokratischen Partei (NDP), die 1967 von Norbert Burger geschaffen und aufgrund nationalsozialistischen Gedankenguts 1988 verboten wurde. Als Burger bei der Bundespräsidentenwahl 1980 als Kandidat antrat, wurde er von Schweiger als Mitglied des „Komitees zur Wahl eines nationalen Deutsch-Österreichers“ maßgeblich unterstützt.
Besonders enge Verbindungen hielt Schweiger zum Deutschen Kulturwerk Europäischen Geistes (DKEG), für das er regelmäßig in Österreich und Deutschland als Referent auftrat. 1980 wurde er schließlich Mitglied des Präsidiums des DKEG. Des Weiteren trat er als Referent bei den Hetendorfer Tagungswochen unter Schirmherrschaft der kurz darauf verbotenen Wiking-Jugend, bei der Gesellschaft für Freie Publizistik (GfP), dem Freundeskreis Ulrich von Hutten, dem NPD-nahen Nationaldemokratischen Hochschulbundes (NHB) sowie auf Veranstaltungen der NPD und der JN auf.

### Holocaustleugner
Schweiger arbeitete eng mit dem österreichischen Holocaustleugner Gerd Honsik zusammen, so z. B. bei gemeinsamen Veranstaltungen oder als Koautor der spanischen Ausgabe von Honsiks Buch Freispruch für Hitler? 37 ungehörte Zeugen wider die Gaskammer? Das Buch ist in Deutschland nach § 86 StGB verboten.

### Prozesse
Schweiger war bis 1997 insgesamt viermal in Haft. 1990 wurde er wegen NS-Wiederbetätigung nach dem Verbotsgesetz durch ein Grazer Geschworenengericht zu drei Monaten bedingter Haftstrafe und neun Monaten auf Bewährung verurteilt. Vor Gericht nannte er Auschwitz ein „Lügendenkmal“. Nach der Veröffentlichung seines Buches Evolution und Wissen – Neuordnung der Politik 1995 wurde er im darauffolgenden Jahr verhaftet und 1997 durch das Schwurgericht Leoben erneut wegen NS-Wiederbetätigung zu einer Haftstrafe von 16 Monaten, davon vier Monate unbedingt, verurteilt.
Am 17. Juni 2009 wurde Schweiger vom Landesgericht Klagenfurt wegen NS-Wiederbetätigung nicht rechtskräftig zu zwei Jahren unbedingter Haft verurteilt. In Fortsetzung des Verfahrens wurde Schweiger am 21. April 2010 vom Oberlandesgericht Graz wegen NS-Wiederbetätigung rechtskräftig zu 21 Monaten teilbedingter Haft, davon 7 Monate unbedingt, verurteilt.

## Veröffentlichungen
- Mythos Waffen-SS. Militärische Leistung und weltanschauliches Fundament einer europäischen Elitetruppe. Winkelried-Verlag, Dresden 2007, ISBN 978-3-938392-59-1.
- Deutschlands neue Idee. Nationales Manifest für Deutschland & Europa. Volk in Bewegung Verlag und Medien, Aalen 2004, ISBN 3-00-013777-7.
- Evolution und Wissen. Neuordnung der Politik. Grundsätze einer nationalen Weltanschauung und Politik. Arbeitsgemeinschaft für Philosophie, Geschichte und Politik. Augsburg 1995.
- Geld und Weltpolitik. Huttenbriefe für Volkstum, Kultur, Wahrheit und Recht. Jg. 2. 1984, Folge 1–4. Deutsches Kulturwerk Europäischen Geistes, Graz 1984.
- Weltpolitik und die Zukunft des Deutschen Volkes. Deutsches Kulturwerk Europäischen Geistes, Graz 1983.
- Wahre Dein Antlitz. Politik, Lebensgesetze und die Zukunft des deutschen Volkes. 
Türmer Verlag, Lochham bei München 1963.
- Das Recht auf Wahrheit.